# Château d'Ailly
Pour les articles homonymes, voir Ailly (homonymie).
Le château d'Ailly se trouve à Bernières-d'Ailly, une commune située dans le département du Calvados et la région Normandie.

## Historique
Le château d'Ailly (XIe siècle, remanié XVIIIe siècle) est inscrit aux monuments historiques. Le mot Ailly dérive du latin aillium, propriété ceinte de murs. Le château d'Ailly est mentionné pour la première fois en 1050.  Au XIe siècle, Robert d'Ailly y édifie un manoir clos d'enceintes et de fossés, ainsi qu'un moulin. À la même période, une église consacrée à saint Gerbold (saint normand du VIe siècle) y est également construite. Jean de Villiers, dit le Sauvage, seigneur d'Ailly, de Grisy et de Vendeuvre se fera remarquer pour sa vaillance contre les Anglais lors de la reprise des cités de Caen et de Saint-Malo.
En 1431, le roi Henri VI d'Angleterre nomme le cardinal, son oncle, à la place du gouverneur de Caen lors de la reprise anglaise de la Normandie. Il lui donne alors les terres d'Ailly, Grisy et Vendeuvre confisquées de Jean de Villiers qui suivait le parti du roi de France.
De retour dans le giron français, le manoir et ses terres appartiennent un temps à la famille normande de Courseulles puis échue à la famille de Saint Laurens puis aux d'Aubert de Caudémone au XVIIe siècle. Charles d'Aubert d'Ailly, chevalier de Malte le transforme en 1721 en lui donnant sa configuration actuelle.
En 1760, le château passe, toujours par mariage, à la puissante famille des Vauquelin des Chênes, Eustache, baron de Verneuses, descendant de Nicolas Vauquelin Des Yveteaux (né en 1567 au château de la Fresnaye à Falaise et mort le 9 mars 1649 à Paris, poète libertin français, précepteur de César de Vendôme, fils naturel d'Henri IV et de Gabrielle d'Estrées, chargé de l'éducation du futur Louis XIII.)
Louis-Charles Vauquelin des Chesnes (1807-1877) sera l'un des "plus riches propriétaires de la région de Falaise". En réalisant de grands travaux sur ses terres en 1832, il découvrira les fameux neuf casques dit d'Ailly, casques en parfait état de la fin de l'âge du bronze dont une grande partie est exposé au musée de Normandie au château de Caen.
Le domaine est resté dans la famille jusqu'à sa vente, en 2007, au propriétaire actuel.

## Bâtiments classés
- Château d'Ailly (XIe s, remanié XVIIIe s) inscrit au titre des monuments historiques par arrêté du 21 octobre 1970[1] (propriété privée).